# Ronald Stein
Pour les articles homonymes, voir Stein.
Ronald Stein est un compositeur américain de musiques de films, né le 12 avril 1930 à Saint-Louis, dans le Missouri, et décédé d'un cancer du pancréas le 15 août 1988 (États-Unis).

## Filmographie

### Comme compositeur
- 1955 : Apache Woman
- 1955 : The Phantom from 10,000 Leagues
- 1955 : Day the World Ended
- 1956 : The Oklahoma Woman
- 1956 : Gunslinger
- 1956 : It Conquered the World
- 1956 : Girls in Prison
- 1956 : The She-Creature
- 1956 : Vive le rock (Shake, Rattle & Rock!)
- 1956 : Runaway Daughters
- 1957 : Naked Paradise
- 1957 : Flesh and the Spur
- 1957 : Not of This Earth, de Roger Corman
- 1957 : L'Attaque des crabes géants (Attack of the Crab Monster) de Roger Corman
- 1957 : The Undead
- 1957 : Dragstrip Girl
- 1957 : Rock All Night
- 1957 : Invasion of the Saucer Men
- 1957 : Reform School Girl (en)
- 1957 : Sorority Girl
- 1958 : The Bonnie Parker Story
- 1958 : Suicide Battalion
- 1958 : Jet Attack
- 1958 : L'Attaque de la femme de 50 pieds (Attack of the 50 Foot Woman)
- 1958 : Hot Rod Gang (en)
- 1958 : High School Hellcats
- 1958 : Le Vagabond (The Littlest Hobo)
- 1958 : Aventuriers des îles (She Gods of Shark Reef)
- 1959 : The Girl in Lovers Lane
- 1959 : Paratroop Command
- 1959 : Tank Commandos
- 1959 : Fais ta prière... Tom Dooley (The Legend of Tom Dooley)
- 1959 : Ghost of Dragstrip Hollow
- 1959 : Diary of a High School Bride
- 1960 : Les Jeunes Amants (Too Soon to Love)
- 1960 : The Threat
- 1960 : Raymie
- 1960 : Les Monstres de l'île en feu (Dinosaurus !)
- 1960 : La Petite boutique des horreurs (The Little Shop of Horrors)
- 1960 : Last Woman on Earth
- 1961 : Lost Battalion
- 1961 : Atlas
- 1962 : Devil's Partner de Charles R. Rondeau
- 1962 : The Bashful Elephant
- 1962 : The Premature Burial
- 1962 : The Underwater City
- 1962 : Stakeout!
- 1963 : L'offrande (en) (Dime with a Halo)
- 1963 : L'Halluciné (The Terror)
- 1963 : La Malédiction d'Arkham (The Haunted Palace)
- 1963 : The Young and the Brave
- 1963 : Le Jardin de mes amours (Of Love and Desire)
- 1963 : Dementia 13
- 1963 : Héros de guerre (War Is Hell)
- 1964 : The Parisienne and the Prudes
- 1965 : Portrait in Terror
- 1965 : The Eye Creatures (TV)
- 1965 : Requiem for a Gunfighter
- 1965 : The Bounty Killer
- 1965 : Voyage to the Prehistoric Planet
- 1965 : Rat Fink
- 1966 : Zontar the Thing from Venus (TV)
- 1966 : Curse of the Swamp Creature (TV)
- 1966 : Blood Bath
- 1967 : Mars Needs Women (TV)
- 1967 : A Man Called Dagger
- 1967 : Creature of Destruction (TV)
- 1968 : Spider Baby, or The Maddest Story Ever Told
- 1968 : Un monde psychédélique (Psych-Out)
- 1969 : Les Gens de la pluie (The Rain People)
- 1970 : Campus (Getting Straight)
- 1975 : Prisoners
- 1977 : Ghosts That Still Walk
- 1977 : Ruby
- 1984 : Frankenstein's Great Aunt Tillie
- 2002 : The Crawling Brain (vidéo)
- 2005 : The Naked Monster

### Comme acteur
- 1960 : The Threat : Joueur de piano